# Armoiries de l'Irlande

Armoiries de l'Irlande.

Les armoiries de l'Irlande se composent actuellement des éléments héraldiques suivants : un écu d'azur à la harpe d'or cordée d'argent.
La harpe était connue comme symbole de l'île d'Irlande depuis le XIIIe siècle et était apparue comme monnaie anglo-irlandaise en 1536 sous le règne d'Henri VIII et représente le troisième quart des armoiries royales du Royaume-Uni.
Les armes de l'Irlande ont inspiré l'insigne de Ryanair.